# Zagnańsk (gemeente)
De gemeente Zagnańsk is een landgemeente in het Poolse woiwodschap Święty Krzyż, in powiat Kielecki.
De zetel van de gemeente is in Zagnańsk.
Op 30 juni 2004 telde de gemeente 12 724 inwoners.

## Oppervlakte gegevens
In 2002 bedroeg de totale oppervlakte van gemeente Zagnańsk 124,37 km², waarvan:
- agrarisch gebied: 34%
- bossen: 59%

De gemeente beslaat 5,53% van de totale oppervlakte van de powiat.

## Demografie
Stand op 30 juni 2004:
| Omschrijving                   | Totaal | Totaal | Vrouwen | Vrouwen | Mannen | Mannen |
| ------------------------------ | ------ | ------ | ------- | ------- | ------ | ------ |
| eenheid                        | aantal | %      | aantal  | %       | aantal | %      |
| inwoners                       | 12 724 | 100    | 6444    | 50,6    | 6280   | 49,4   |
| bevolkingsdichtheid (inw./km²) | 102,3  | 102,3  | 51,8    | 51,8    | 50,5   | 50,5   |

In 2002 bedroeg het gemiddelde inkomen per inwoner 1447,13 zł.

## Aangrenzende gemeenten
Bliżyn, Łączna, Masłów, Miedziana Góra, Mniów, Stąporków